# E773 (trasa europejska)
E773 – trasa europejska łącznikowa (kategorii B), biegnąca przez środkową Bułgarię. 

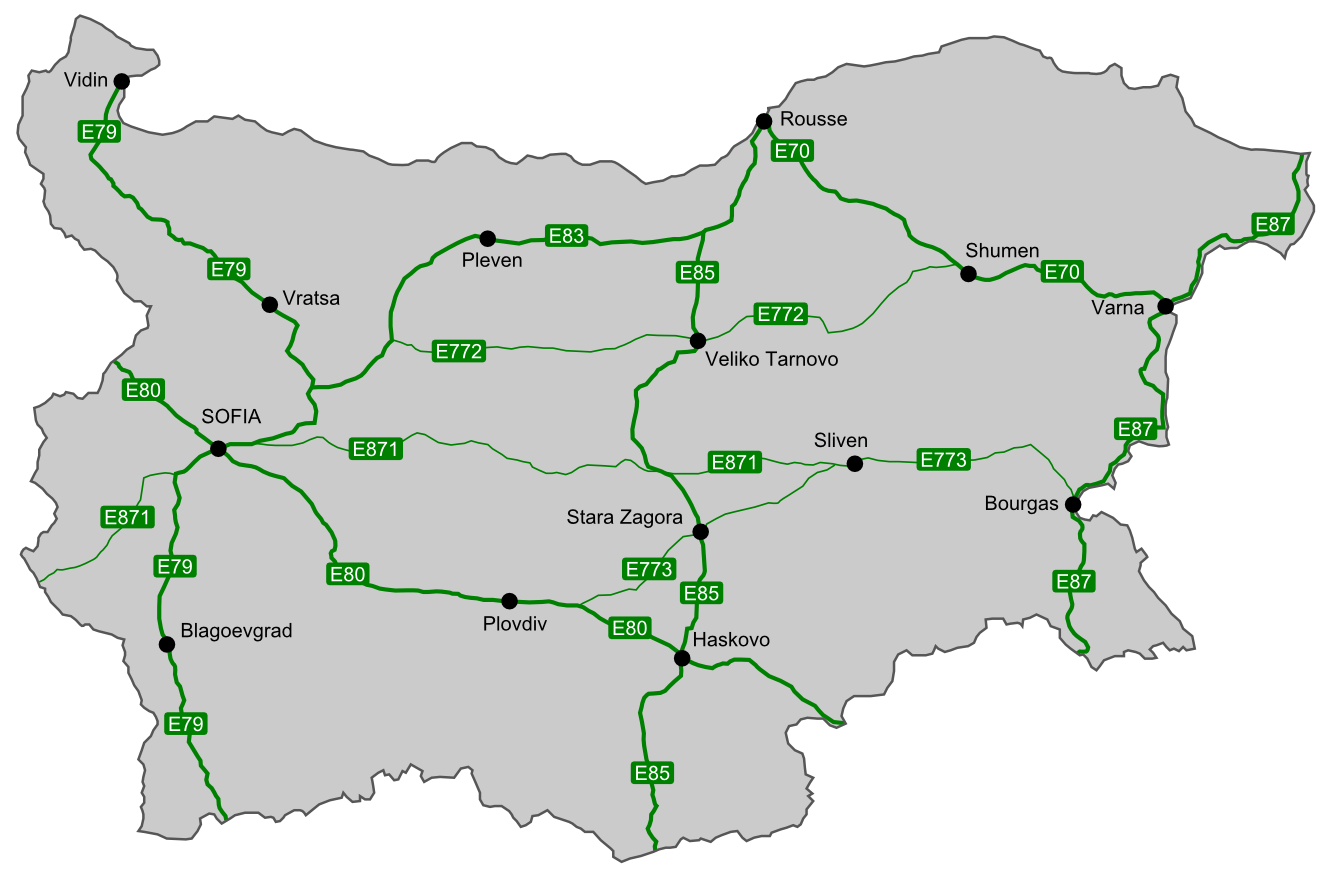
Trasy europejskie w Bułgarii z uwzględnieniem E773

E773 zaczyna się we wsi Popovica (23 km na wschód od Płowdiwu), gdzie odbija od trasy europejskiej E80 (bułgarskiej autostrady nr 1). Biegnie szlakami dróg krajowych: 
- nr 66 przez Starą Zagorę[1] (obwodnica) do Sliwena,
- nr 6 do Burgasu[1].

W Burgasie E773 łączy się z trasą europejską E87. 
Ogólna długość trasy E773 wynosi około 225 km. 